# Sargassum fusiforme
Hijiki o hiziki (ヒジキ, 鹿尾菜 or 羊栖菜 hijiki?) (Sargassum fusiforme, sinónimo. Hizikia fusiformis) es un alga de color marrón que se encuentra en estado silvestre en las costas rocosas de Japón, Corea y China. Se trata de un alimento tradicional, parte de una dieta equilibrada en Japón desde hace siglos. 

## Propiedades
Hijiki es conocida por ser rica en fibra dietética y minerales esenciales como el calcio, hierro y magnesio. Es creencia popular en Japón que el Hijiki da salud, belleza y mantiene el pelo negro.

## Cultivo
Desde Japón se exporta deshidratada. Pescadores y buzos la cosechan a partir de marzo y se recoge con una hoz cuando la marea está baja. Después de la recolección las algas se hierven y se secan para ser vendidas. El Hijiki procesado seco se vuelve negro.

## Posible riesgo por arsénico
Estudios recientes han demostrado que contiene cantidades potencialmente tóxicas de arsénico inorgánico, y las agencias de seguridad alimentaria de varios países (excluido Japón) han advertido en contra de su consumo.
Aunque no se conocen enfermedades asociadas al consumo de algas hijiki hasta la fecha, el arsénico inorgánico se identifica como cancerígeno para los seres humanos y la exposición a altos niveles de arsénico inorgánico se relaciona con efectos gastrointestinales, anemia y daño hepático.
El Ministerio de Salud, Trabajo y Bienestar del Japón ha respondido con un informe señalando que considera tolerable el consumo hasta 4,7g de algas hijiki por día; el consumo medio diario de la población de Japón se estima en 0,9 gr por persona y día.